# Тяньцзиньские трактаты (1858)
Тяньцзи́ньские тракта́ты (англ. Treaties of Tianjin, кит. трад. 天津條約, упр. 天津条约, пиньинь Tiānjīn Tiáoyuē) — серия договоров между Цинской империей и западными державами, подписанных в Тяньцзине в 1858 году после проигрыша Цинской империей сражения за форты Дагу.
Трактаты были ратифицированы китайским императором лишь в 1860 году, после проигрыша Цинской империей Второй Опиумной войны.

## Русско-китайский трактат
Тяньцзиньский русско-китайский трактат был подписан 1 (13) июня 1858 года комиссаром России в Китае Е. В. Путятиным и полномочным представителем китайской стороны Хуа Шанем. Он состоял из 12 статей и расширял политические и торговые права России в Китае, предусматривал определить не установленную до этого времени часть границы между Россией и Китаем.
Предусматривалось создать ответственные группы исследователей, которые бы изучили ситуацию на месте и договорились о линии границы. В этом документе сказано:

«По назначении границ сделаны будут подробное описание и карты смежных пространств, которые и послужат обоим правительствам на будущее время бесспорными документами о границах».

Поскольку заключённый в мае того же года Айгунский договор не разграничил земли от Уссури до моря, правительство России направило в Пекин для дальнейших переговоров особую миссию во главе с графом Н. П. Игнатьевым.

## Американо-китайский трактат
Был заключён 18 июня 1858 года. Состоял из 30 статей.
Договор позволял США учредить посольство в Пекине, открывал для торговли ряд новых портов, признавал права христиан исповедовать и проповедовать свою религию.

## Англо-китайский трактат
Был заключён 26 июня 1858 года. Состоял из 56 статей.
Помимо положений, аналогичных американо-китайскому трактату, в англо-китайском трактате ещё было оговорено право на судоходство по Янцзы, рассмотрены вопросы, связанные с британским суверенитетом над Гонконгом. В статье 51 особо оговаривалось, чтобы по отношению к подданным Британской империи более не употреблялся иероглиф кит. 夷, означающий «варвар».

## Франко-китайский трактат
Был заключён 27 июня 1858 года.